# Missouri (Indianie)
Missouri (ang. Missouri albo Missouria) – lud indiański Ameryki Północnej z siouańskiej rodziny językowej, który zamieszkiwał nad brzegami rzeki Missouri w pobliżu ujścia rzeki Grand. Wojny i choroby przywleczone przez białych niemal wyniszczyły ich doszczętnie. Nieliczni, jacy przetrwali do dziś, występują jako Otoe i mieszkają w rezerwacie Otoe w Oklahomie. Nazwa ludu ma oznaczać „Lud Dłubanek”. W związku z tym, że przez wiele lat nazwę rzeki Missouri tłumaczono jako „Wielka Błotnista (rzeka)”, uważano, że nazwa ludu musi znaczyć to samo. Dopiero późniejsze badania (w XX wieku) dowiodły, że Missouri swą nazwę wywodzili od łodzi, nie od rzeki.
Nazwę ludu nosi stan Missouri i rzeka Missouri.